# Filialkirche Stadlkirchen

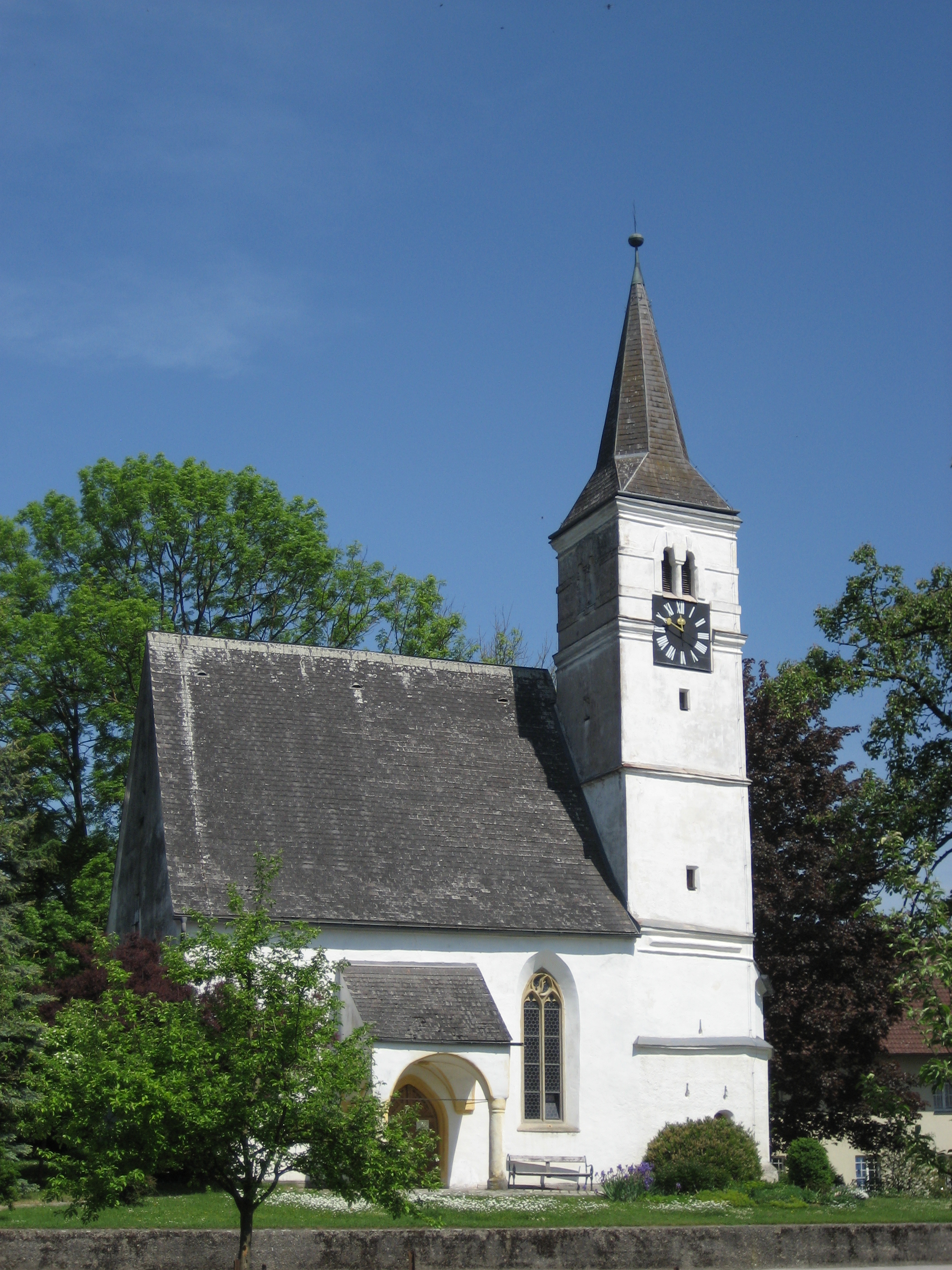
Katholische Filialkirche hl. Margareta in Stadlkirchen

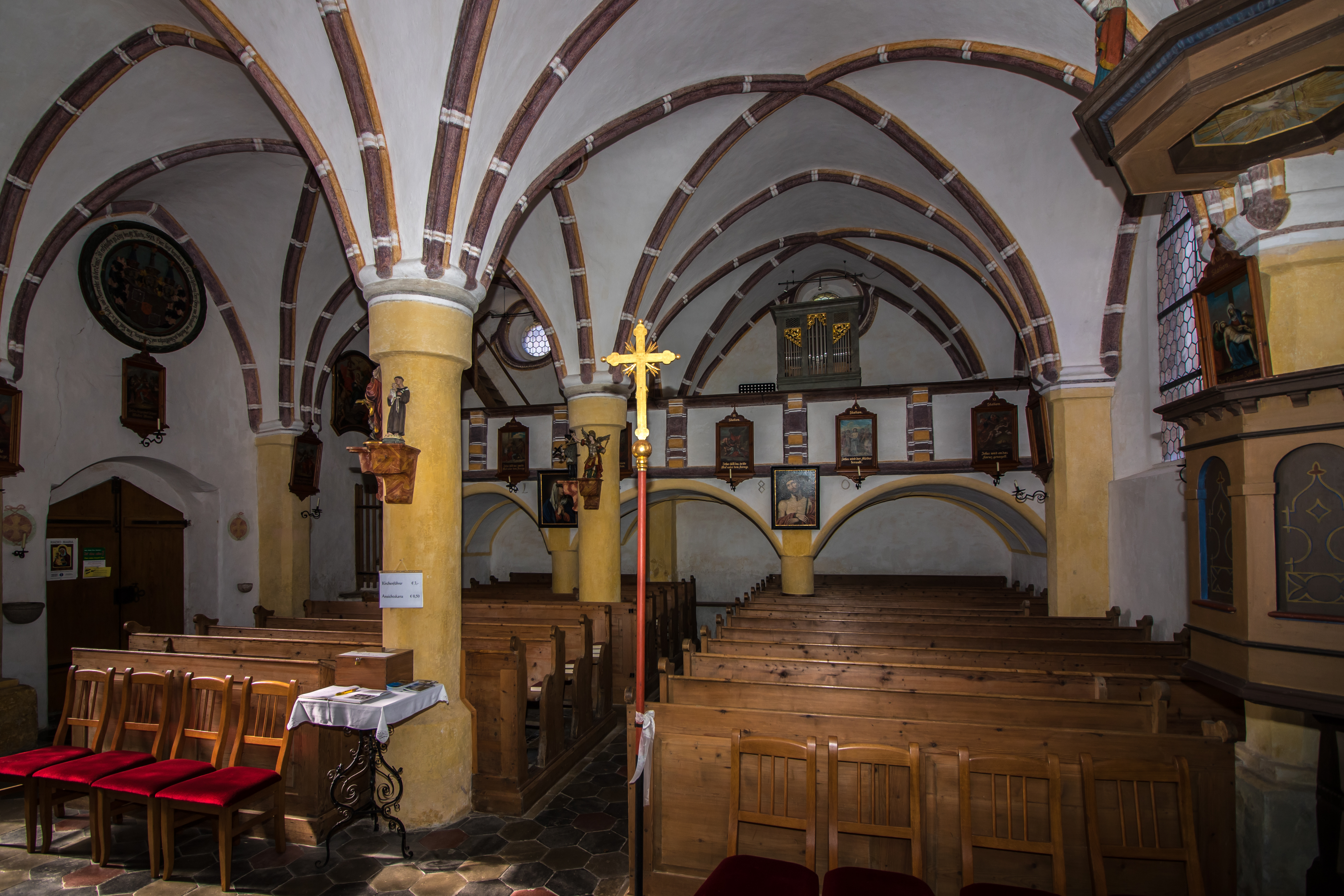
Langhaus: Blick zur Orgelempore

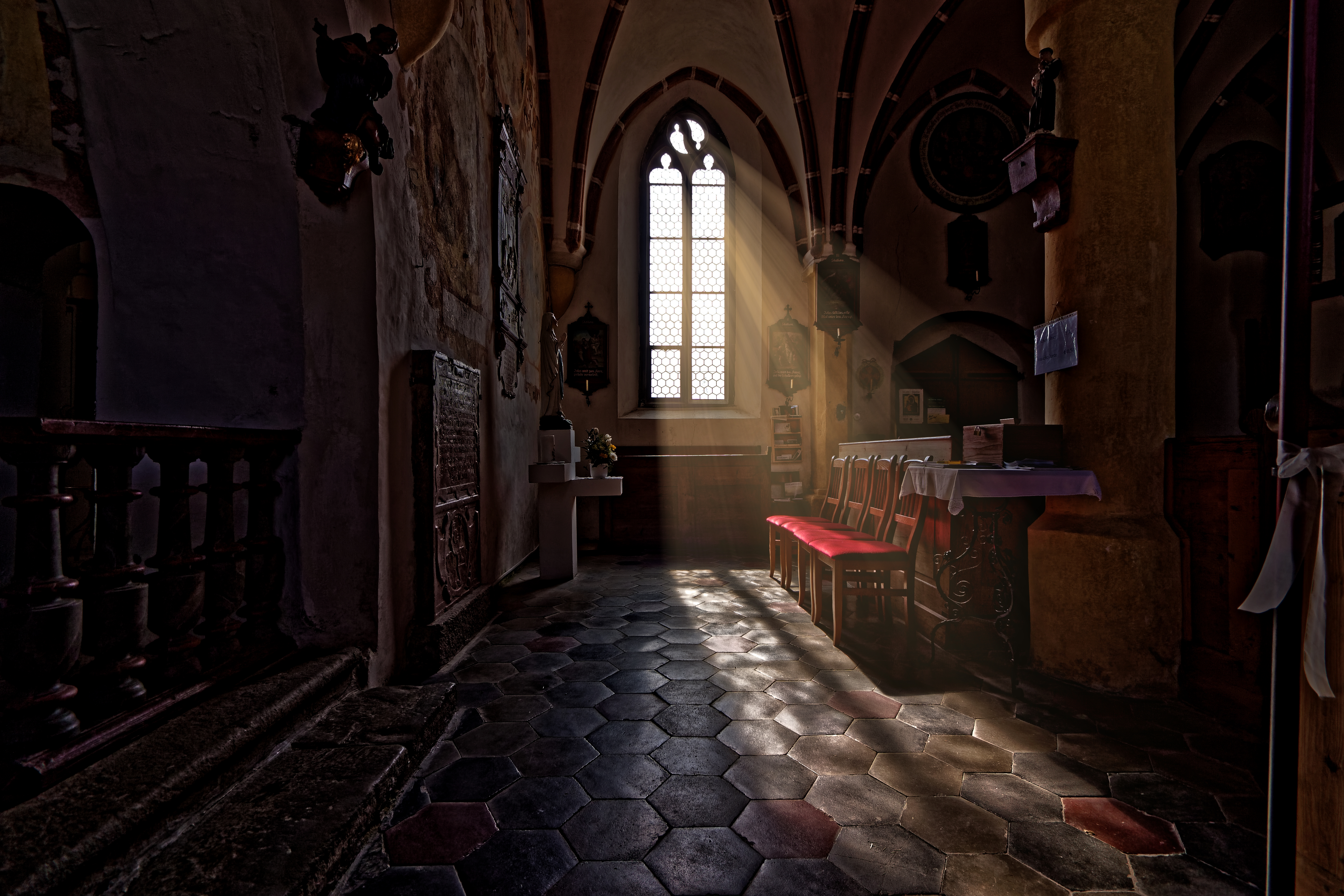
Sonnenlicht im Kirchenraum Filialkirche Stadlkirchen

Die Filialkirche Stadlkirchen steht im Ort Stadlkirchen in der Gemeinde Dietach in Oberösterreich. Die römisch-katholische Filialkirche hl. Margareta gehört zum Dekanat Steyr in der Diözese Linz. Die Kirche steht unter Denkmalschutz.

## Geschichte
Die ursprüngliche Schlosskapelle des im 19. Jahrhundert abgegangenen Wasserschlosses Stadlkirchen wurde 1263 urkundlich genannt. In den 1980er-Jahren wurden bedeutende Wandmalereien aus den Jahren 1330–1340 freigelegt und renoviert.

## Architektur
Der quadratische kreuzrippenunterwölbte Chor aus dem 14. Jahrhundert schließt an das nördliche Langhausschiff an. Das zweischiffige dreijochige Langhaus einer Hallenkirche wurde im vierten Viertel des 16. Jahrhunderts unter Beibehaltung der nördlichen Langhauswand des Vorgängerbaus neu errichtet. Das Langhaus hat Rundpfeiler. Die Grate des Kreuzgewölbes werden durch Stuckbänder im Stil der Renaissance betont. Die dreiachsige Westempore ist gratunterwölbt. Der Turm südlich des Chores mit dem ursprünglichen Spitzhelm mit gekoppelten rundbogigen Schallfenstern ist aus dem Ende des 16. Jahrhunderts.

## Ausstattung
Die Einrichtung ist neugotisch. Über dem Fronbogen ist eine barocke Kreuzigungsgruppe. Das Epitaph zu Georg von Neuhaus, gestorben 1593, zeigt im Stil der Renaissance ein Relief Anbetung der Könige und ein bemerkenswertes Totenschild.